# Зівіє

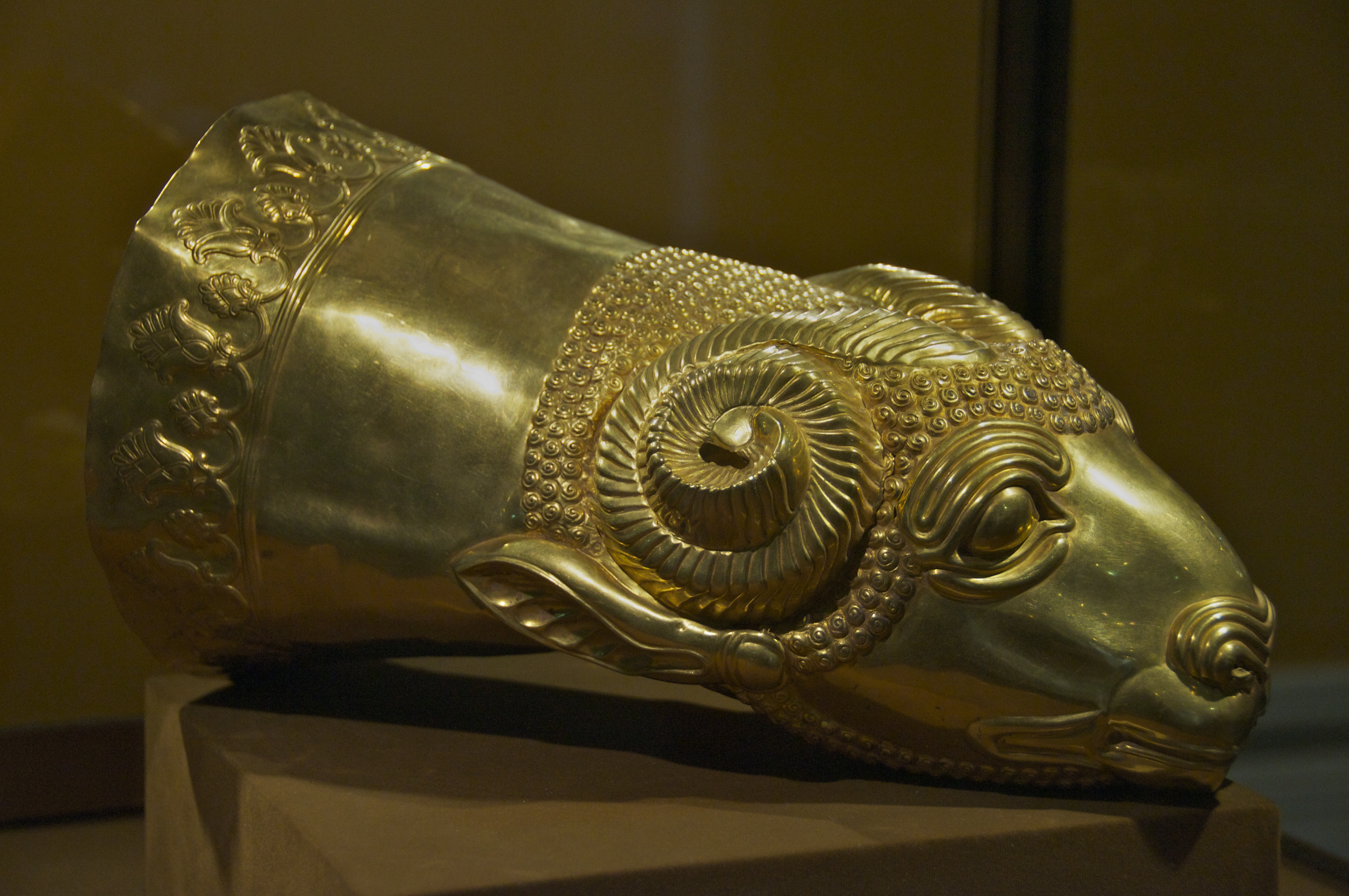
Золотий ритон у формі голови барана, Музей Реза Аббасі, Тегеран

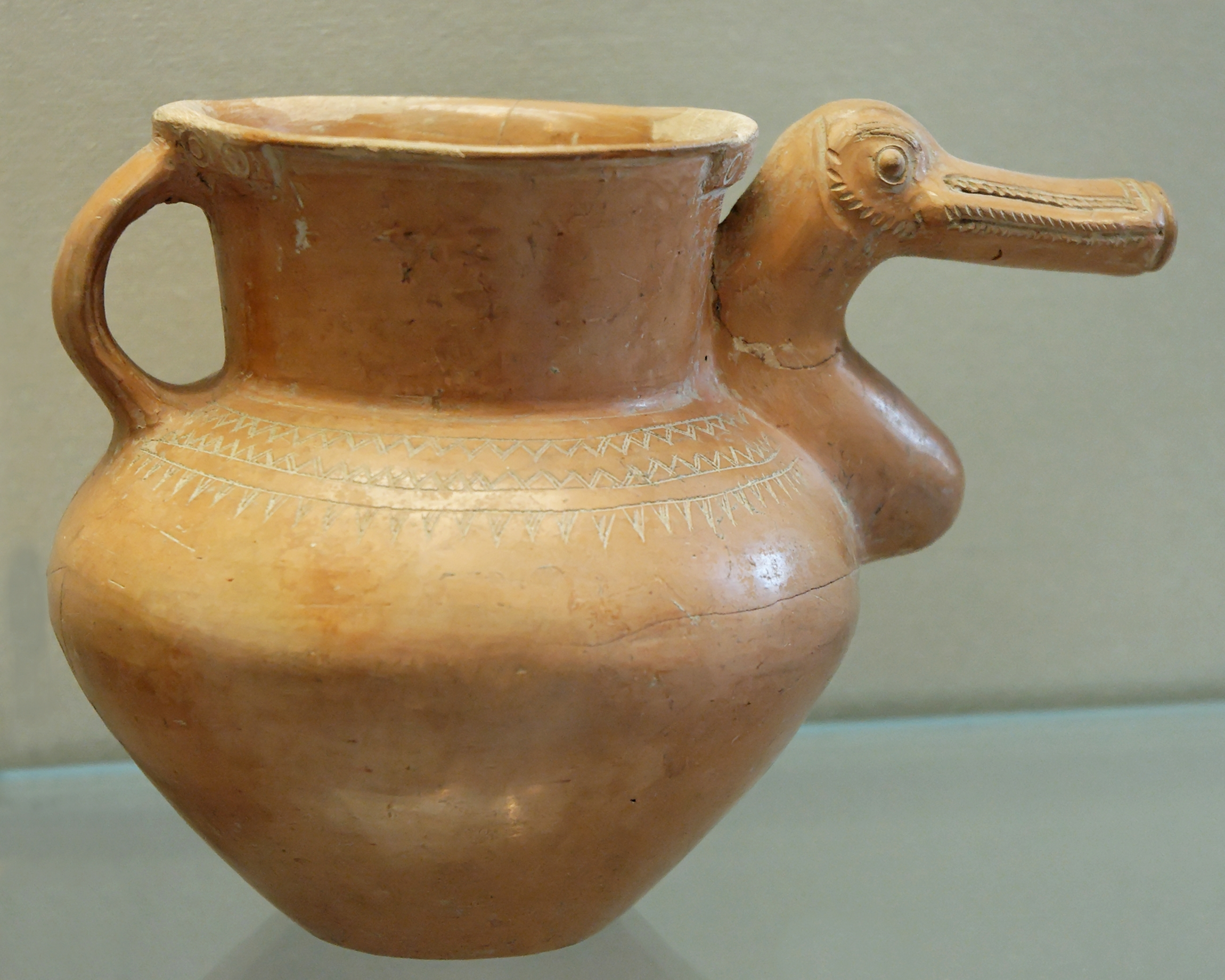
Ваза у оздобленням у формі голови качки, Лувр

Зівіє — тель, розташований у Північно-Західному Ірані на південний схід від озера Урмія в провінції Курдистан.
У 1947 сільські жителі виявили тут скарб, що містив вироби із золота, срібла та слонової кістки. Спеціалісти датують скарб приблизно 700 до н. е. Колекція ілюструє ситуацію на Іранському нагір'ї як перехрестя культурних доріг, серед яких не мале значення мав Шовковий шлях. Оскільки ситуація при виявлені скарбу була приблизно такою, як і у випадку з Михалківським скарбом, окремі його предмети розсіяні серед державних і приватних колекцій під престижною назвою "скарбу Зівіє", серед яких можуть бути лише приписувані йому. Це породжує сумніви деяких археологів, щодо його історичної цінності, бо він не може розглядатися як окрема археологічна одиниця.

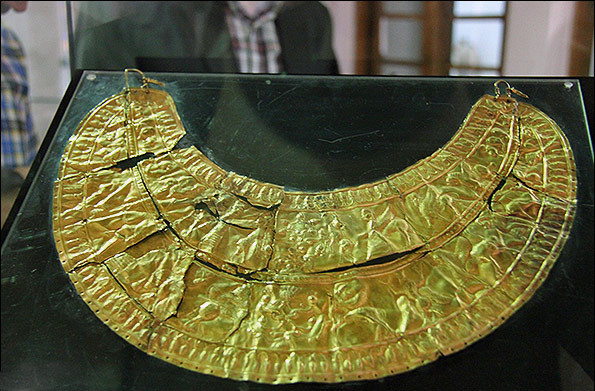
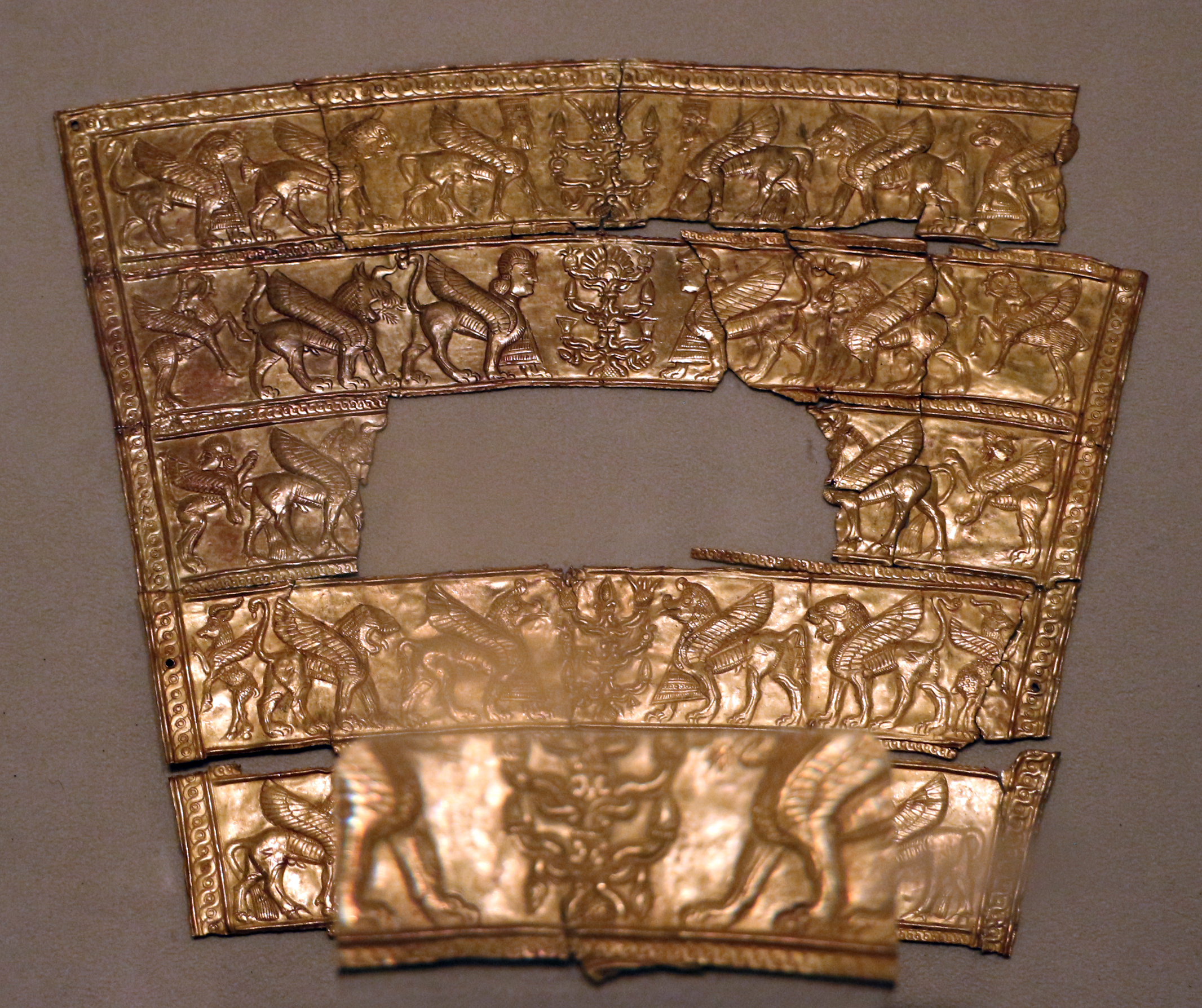
.
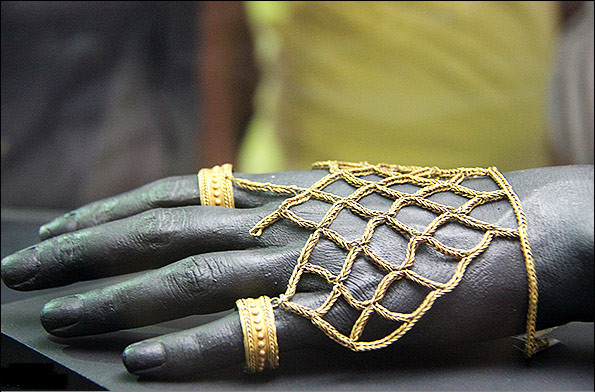
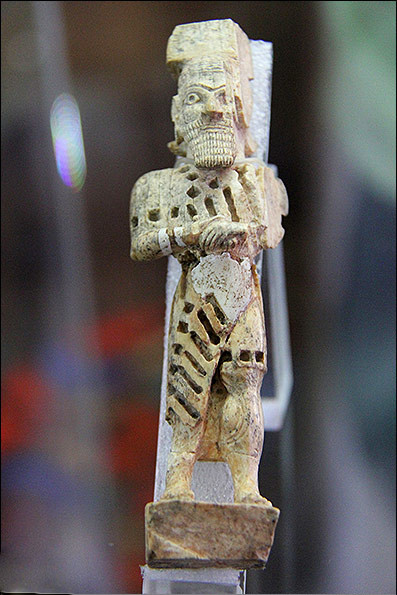